# Casa Aregall
La Casa Aregall és una obra de Cardedeu (Vallès Oriental) protegida com a Bé Cultural d'Interès Local.

## Descripció
Edifici entre mitgeres que forma unitat amb Can Cot (número 4). De planta rectangular, compta amb pati posterior, planta baixa, dos pisos i coberta de teula àrab de dos aiguavessos amb carener paral·lel a la façana principal. Aquesta té dos eixos de composició vertical constituïts per obertures rectangulars. A la planta baixa hi ha una porta amb llinda i brancals de pedra buixardada i, al seu costat, una finestra. Al primer pis hi ha dues portes amb persianes de llibret que donen a balcons individuals amb llosanes de pedra i baranes de ferro forjat. Al pis superior s'obren dos balcons més, de menors dimensions que els del pis inferior i amb menys voladís. Remata la façana un ràfec sostingut per cabirons de fusta.
La façana posterior, unificada amb la de Can Cot, té un porxo sense tancar a la planta baixa format per pilars de secció quadrada i arcs de mig punt que es repeteixen a la galeria superior, la qual està tancada per una barana de ferro. Aquesta façana està coronada amb una cornisa i una balustrada de ceràmica.

## Història
L'aspecte actual de l'edifici es deu a una reforma efectuada a finals del segle xix per encàrrec de Pau Aregall Cortés.